# Гроскароліненфельд
Гроскароліненфельд (нім. Großkarolinenfeld) — громада в Німеччині, розташована в землі Баварія. Підпорядковується адміністративному округу Верхня Баварія. Входить до складу району Розенгайм.
Площа — 29,73 км2. Населення становить 7350 ос. (станом на 31 грудня 2020).